# Antonio Bacci
Antonio Bacci (Giugnola, 4 de septiembre de 1885-Ciudad del Vaticano, 20 de enero de 1971) fue un cardenal italiano, encargado del secretariado de la correspondencia a príncipes y las cartas en latín de 1931 a 1960. Fue creado cardenal después por Juan XXIII en Sant'Eugenio. Quizá es conocido sobre todo por su papel en la Intervención de Ottaviani donde se opuso a la promulgación del nuevo misal de 
Pablo VI aportando un estudio de muchos teólogos encabezados por el arzobispo Marcel Lefebvre, con el que aducía que el nuevo rito de la misa iba en contra de lo acordado en la sesión 22 del Concilio de Trento y en contra de las verdades en las que ya creían muchos cristianos.

## Biografía
Nació cerca de Florencia y fue ordenado sacerdote el 9 de agosto de 1909. De 1910 a 1922 sirvió como profesor y director espiritual en el seminario florentino y entró en la Secretaría de Estado de la Santa Sede como experto en latín. Durante 31 años se encargó de documentos latinos durante los papados de Pío XI, Pío XII, y Juan XXIII.

## Obra seleccionada
- Lexicon Eorum Vocabulorum Quae Difficilius Latine Redduntur, diccionario con términos modernos como gummis salivaria ("chicle"), barbara saltatio ("twist"), o diurnarius scriptor ("reportero de periódico").[1][4]
- Breve Examen Crítico del Novus Ordo Missæ (1969). Firmado por él y por el cardenal Ottaviani, pero escrito por 12 teólogos -principalmente Michel-Louis Guérard des Lauriers, O.P.- dirigidos por el arzobispo Marcel Lefebvre.